# Зернов, Владимир Дмитриевич
Владимир Дмитриевич Зернов (Зёрнов) (1878—1946) — российский и советский физик, доктор физико-математических наук, один из профессоров-учредителей Императорского Саратовского университета и ректор Саратовского университета (1918—1921).

## Биография
Отец Владимира Дмитриевича, Дмитрий Николаевич был профессором анатомии Московского университета; мать, Мария Егоровна, урождённая Машковцева, происходила из рода потомственных почётных граждан Вятки.
Среднее классическое образование он получил в 5-й Московской гимназии. В 1897 году поступил на физико-математический факультет Московского университета. Под руководством Петра Николаевича Лебедева в 1902 году Зернов подготовил два научных сочинения: «Тепловая диссоциация» и «Определение декремента затухания акустических резонаторов». Выдержав государственные экзамены, он получил диплом первой степени и был оставлен при кафедре физики для подготовки к профессорскому званию. В 1904 году его работа «Сравнение методов измерения звуковых колебаний в резонаторе», представленная на рассмотрение Обществу любителей естествознания, антропологии и этнографии при Московском университете, была удостоена специальной премии В. П. Мошнина. В 1906 году в «Annalen der Physik» появился его первый печатный труд — на немецком языке: «Uber absolute Messungen der Schallintensitat» («Сравнение методов измерения абсолютной силы звука»). В 1909 году Владимир Дмитриевич Зернов защитил диссертацию на тему «Абсолютное измерение силы звука» (М.: тип. Г. Лисснера и Д. Собко, 1909. — 56, [4] с.: ил., табл., черт.) и был утверждён в учёной степени магистра физики. После защиты магистерской диссертации его избрали приват-доцентом физико-математического факультета Московского университета и отправили в командировку за границу — в Германию и Англию.
Из-за границы В. Д. Зернов возвратился уже профессором Саратовского университета (среди первых семи профессоров только что открывшегося университета Зернов был самым молодым — ему исполнился только 31 год). При открытии в университете в 1917 году дополнительных факультетов, он стал, с 5 сентября, первым деканом физико-математического университета, а 28 сентября 1918 года был избран ректором Саратовского университета. Им были приглашены в университет многие талантливые учёные, в числе которых были С. А. Богуславский, И. И. Привалов, В. В. Голубев.
В марте 1921 года был арестован и заключён в Саратовскую губернскую тюрьму, затем переправлен в Москву, в Бутырскую; в мае освобождён. Поводом для ареста послужило выступление Зернова перед верующими в Александро-Невском соборе с лекцией на тему: «Рассеяние энергии и разумное начало в мироздании», в которой он не скрывал своего положительного отношения к вере и религии. Вместе с семьёй он поселился в Москве, где осенью 1921 года принял заведование кафедрой физики во 2-м МГУ. С 1924 года был избран профессором кафедры физики в Московском институте инженеров транспорта и, по совместительству — в Высшем техническом училище им. Баумана. Преподавал также физику в Академии коммунистического воспитания.
В 1926—1928 гг. был издан его трёхтомный «Конспект лекций по физике» (2-е изд. — М.: Гос. технич. изд-во, 1929—1931). Также В. Д. Зернов составил биографический очерк «Герман Гельмгольц» (Москва; Ленинград: Гос. изд-во, [1925] — 100 с.).
Награждён орденами Святого Станислава 3-й и 2-й ст., Св. Анны 3-й ст., Трудового Красного Знамени и медалью «За доблестный труд в Великой Отечественной войне 1941—1945 гг.».
Умер во время чтения лекции в Высшем техническом училище им. Баумана. Похоронен на 8-м участке Введенского кладбища в Москве.

## Семья
- Жена[3] — Екатерина Васильевна Власова (около 1885 —1959), родилась в Тульской губернии.
- Сын — Зернов, Дмитрий Владимирович (1907—1971), учёный в области электроники, член-корреспондент АН СССР.
- Дочь — Талиева, Татьяна Владимировна (р. 1909, Москва)
- Дочь — Зернова, Мария Владимировна (р. 1911, Московская обл.)